# Pallacanestro Treviso 2000-2001
Benetton Pallacanestro Treviso 2000/01
| Num. | Naz.                                        | Nome            |
| ---- | ------------------------------------------- | --------------- |
| 4    | Argentina (bandiera)                        | Marcelo Nicola  |
| 5    | Stati Uniti (bandiera)                      | Marcus Brown    |
| 6    | Italia (bandiera)                           | Luca Sottana    |
| 7    | Italia (bandiera)                           | Riccardo Pittis |
| 8    | Italia (bandiera)                           | Denis Marconato |
| 9    | Italia (bandiera)                           | Massimo Bulleri |
| 10   | Macedonia (bandiera)                        | Petar Naumoski  |
| 11   | Spagna (bandiera)                           | Ismael Santos   |
| 12   | Slovenia (bandiera)                         | Boštjan Nachbar |
| 13   | Italia (bandiera)                           | Francesco Basei |
| 14   | Stati Uniti (bandiera) · Irlanda (bandiera) | Alan Tomidy     |
| 15   | Spagna (bandiera)                           | Jorge Garbajosa |
| 16   | Stati Uniti (bandiera)                      | Peter Lisicky   |

Allenatore: Piero Bucchi